# Sabis

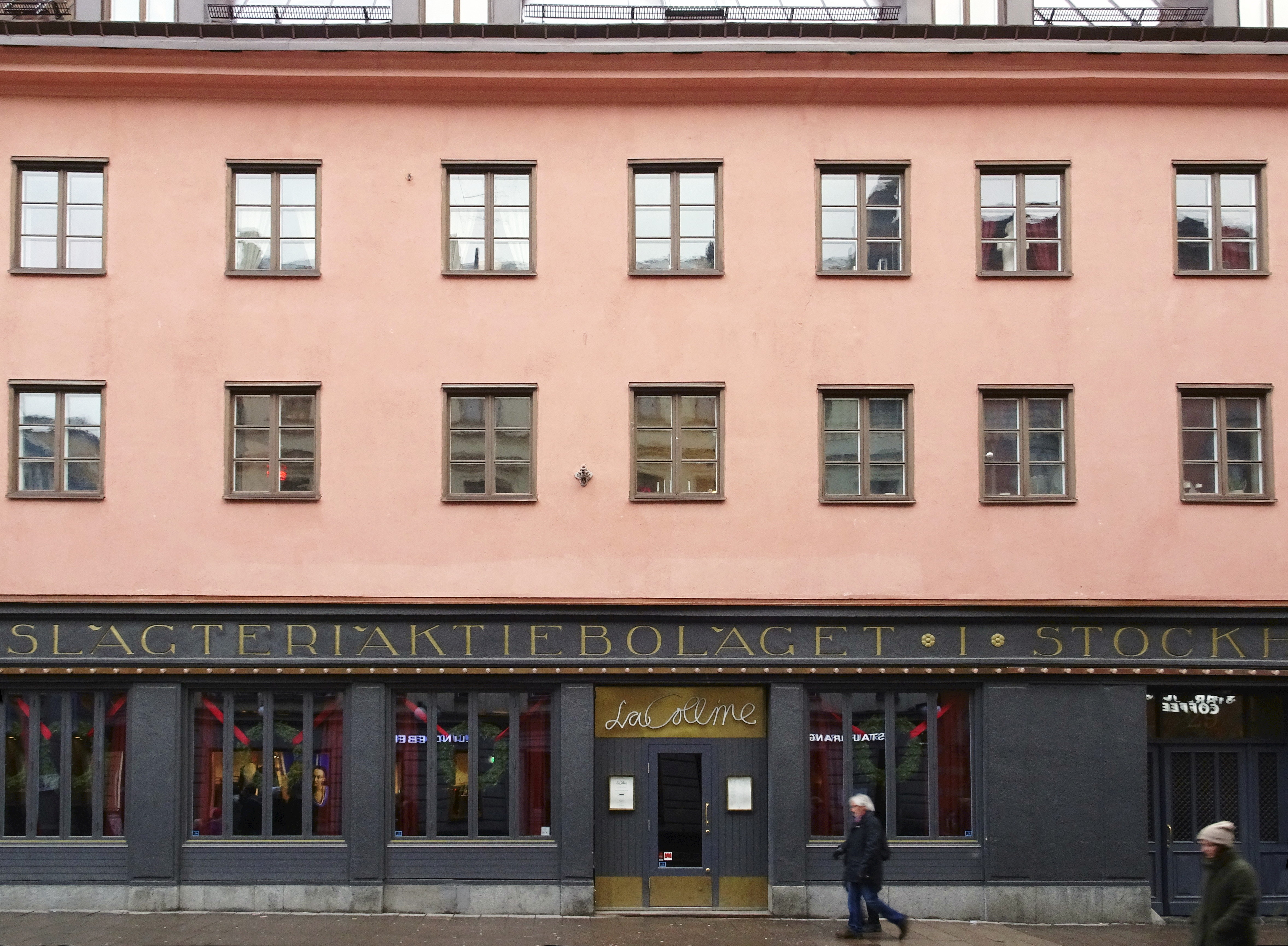
"Slagteriaktiebolaget i Stockholm", före detta butiken på Götgatan 29.

Sabis (Slagteriaktiebolaget i Stockholm) är en livsmedelsbutikskedja och restaurangoperatör i Stockholm. Sabis är ett av Sveriges äldsta, fortfarande aktiva familjeföretag grundat 1874.

## Historik

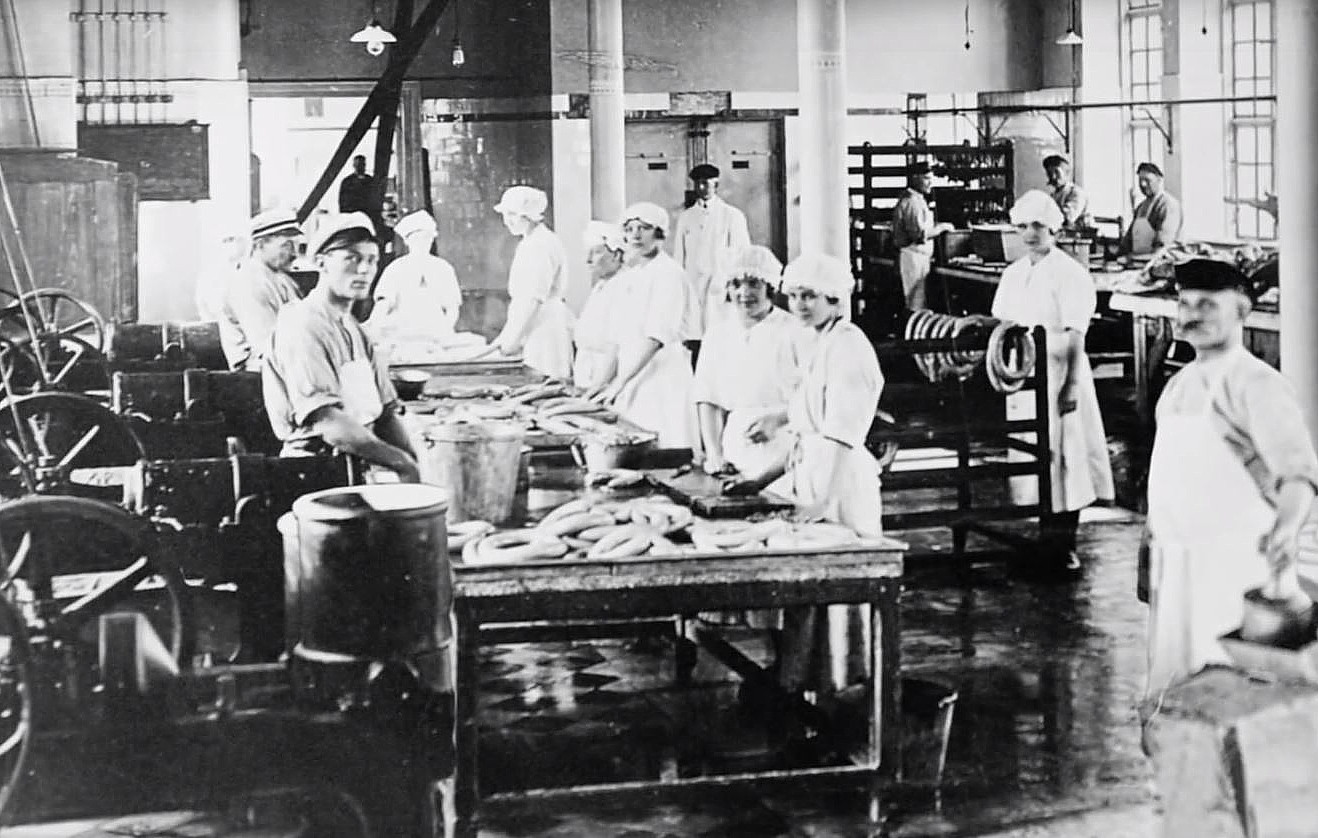
Fabriken på Åsögaten.

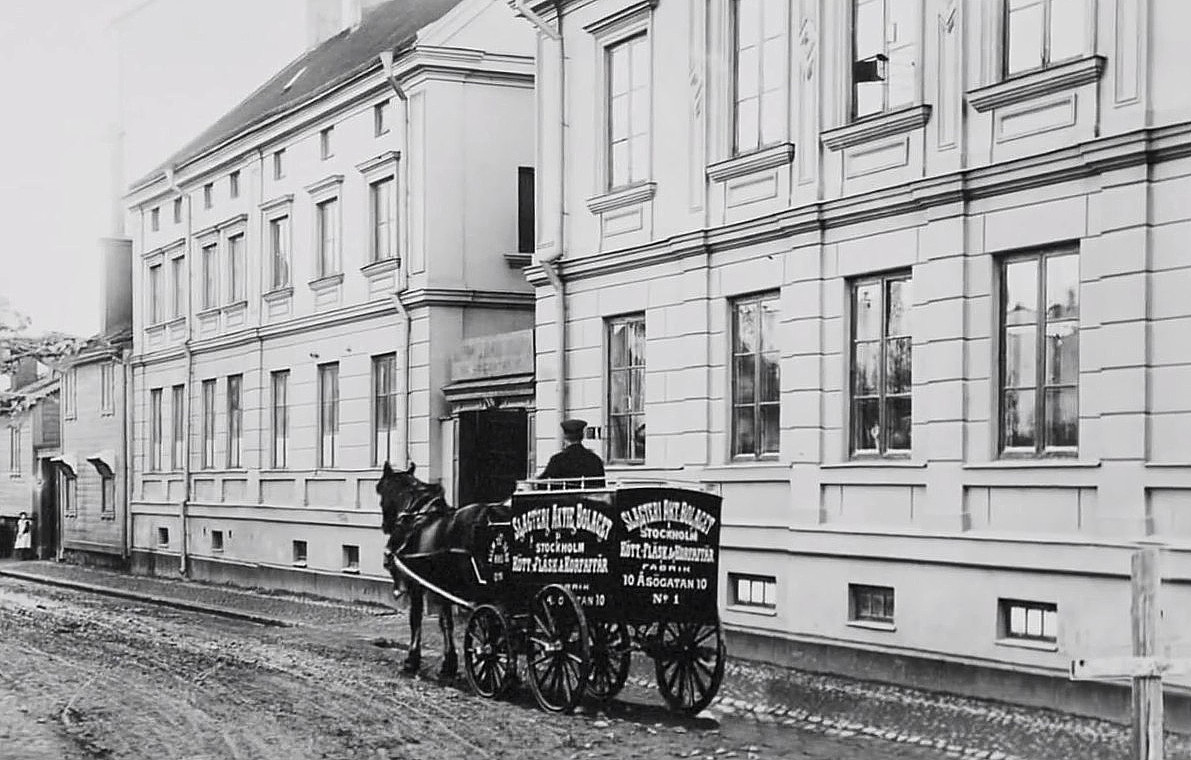
Distribution med hästvagn.

Sabis grundades 1874 av tio familjer som charkuteri och distribution via 14 köttbodar på olika platser i Stockholm. Den första fabriken med slakteri och charkuterifabrik låg på Åsögatan 10, Södermalm. Under 1940-talet köpte familjen Andersson rörelsen. Eric Andersson, företagets första VD, ritade även firmans logo Sabis i något snedställd skrivstil. Man breddade verksamheten med restaurangverksamhet genom att börja driva företagsrestauranger. Idag sköter Sabis bland annat restaurangerna på Rosenbad, UD och Sveriges riksdag. Sedan 1950-talet hade Sabis sin charkuterifabrik vid Slakthusgatan 15 på Slakthusområdet. En av deras produkter bar varumärket Gudruns. Under 1990-talet såldes charkuteritillverkningen på Slakthusområdet.

## Butiksverksamhet
Mellan 1890 och 1970-talet hade Sabis en butik på Götgatan 29. Till en början var det en köttbod med egen styckning som 1955 byggdes om till snabbköp. 1980 flyttade ICA in. Idag finns en restaurang där. Texten Slagteriaktiebolaget i Stockholm står fortfarande över butiksfönstren.
På 1990-talet tog Sabis över Metros livsmedelsbutik i Fältöversten på Östermalm i Stockholm. Förutom Fältöversten har Sabis butiker i Näsby Park, Fruängen, Gullmarsplan och Tullinge. Sabis samarbetar när det gäller livsmedelsbutiker med Hemköp (Axfood) efter att tidigare varit del av Vi-handlarna (Vivo). Förutom butiken i Fältöversten som fortsatt går under namnet Sabis bär butikerna namnet Hemköp.

## Hotell- och konferensverksamhet
- Krusenbergs herrgård
- Smådalarö gård
- Fågelbrohus

## Bilder

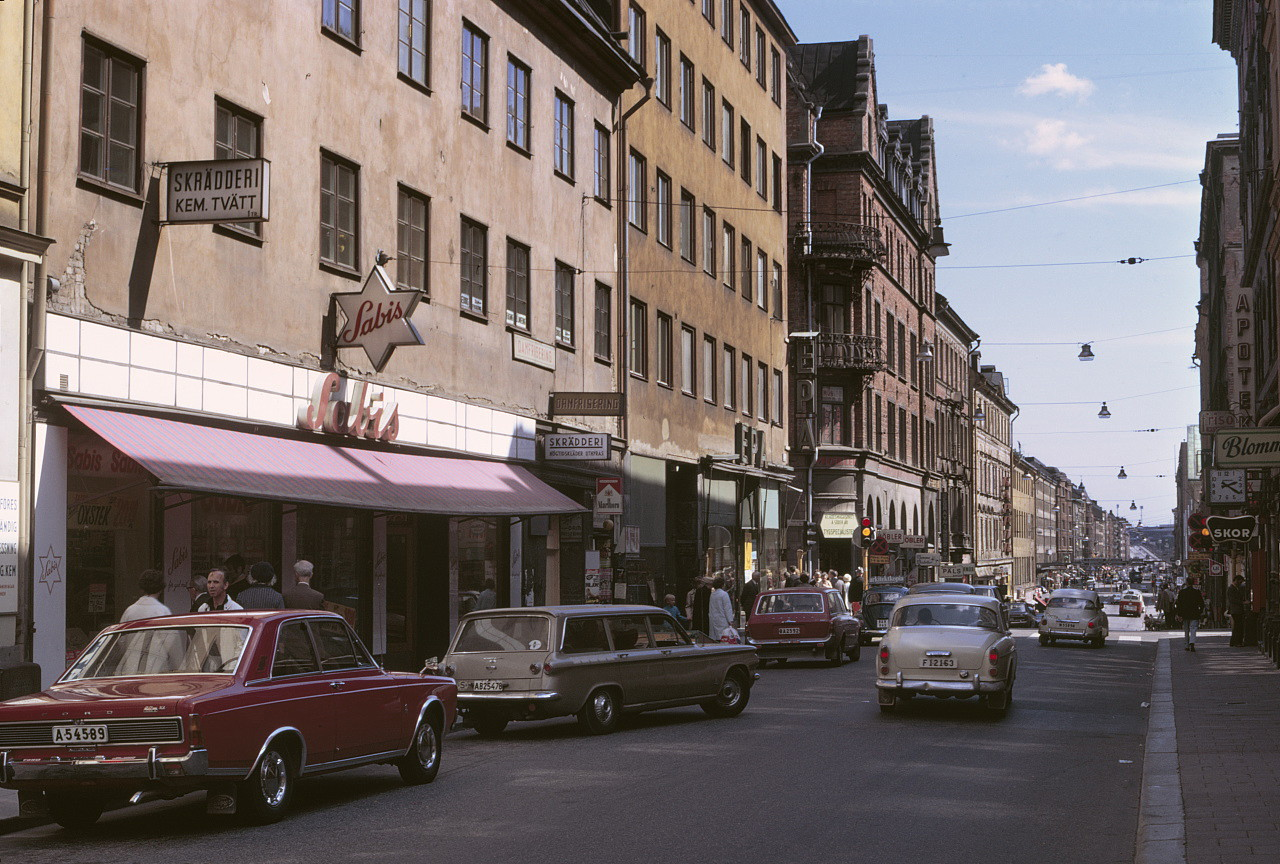
Sabis butik, Götgatan 29, 1971.
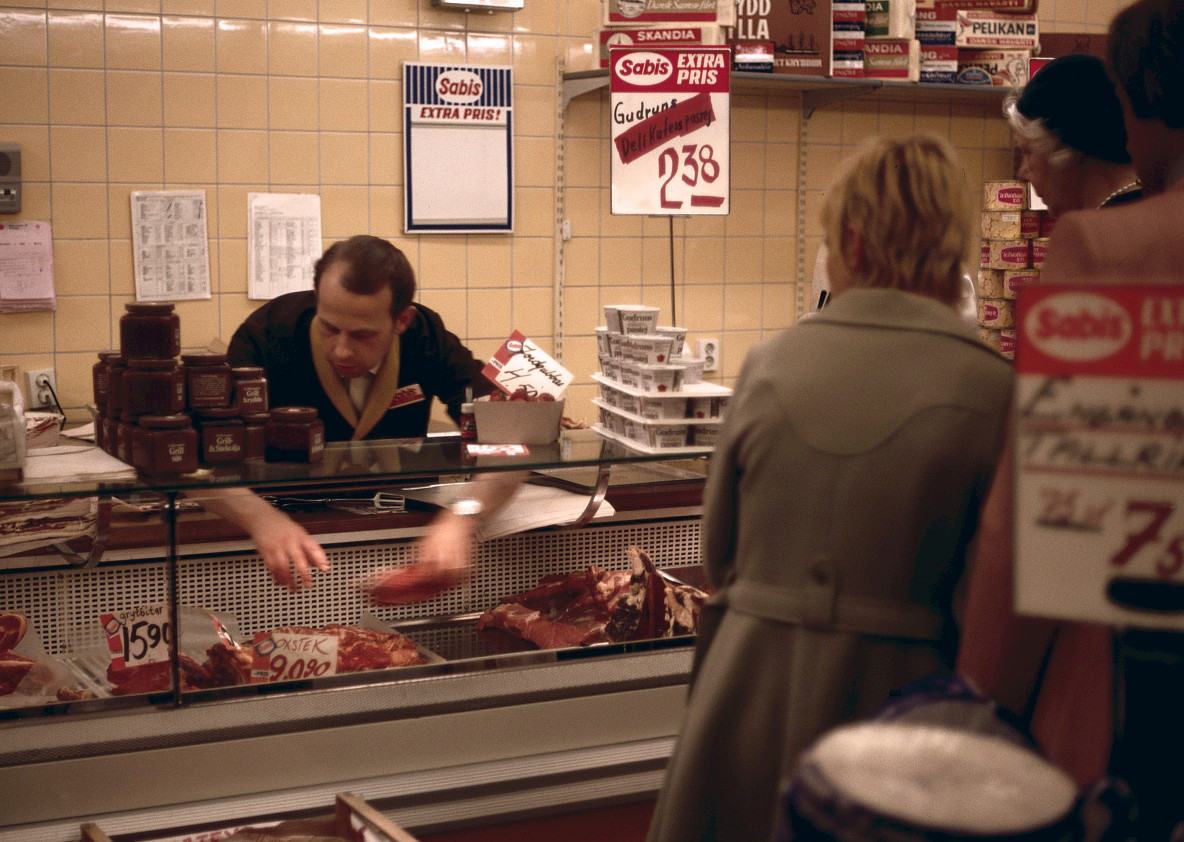
Interiör från Sabis butik, Götgatan 29, 1971.
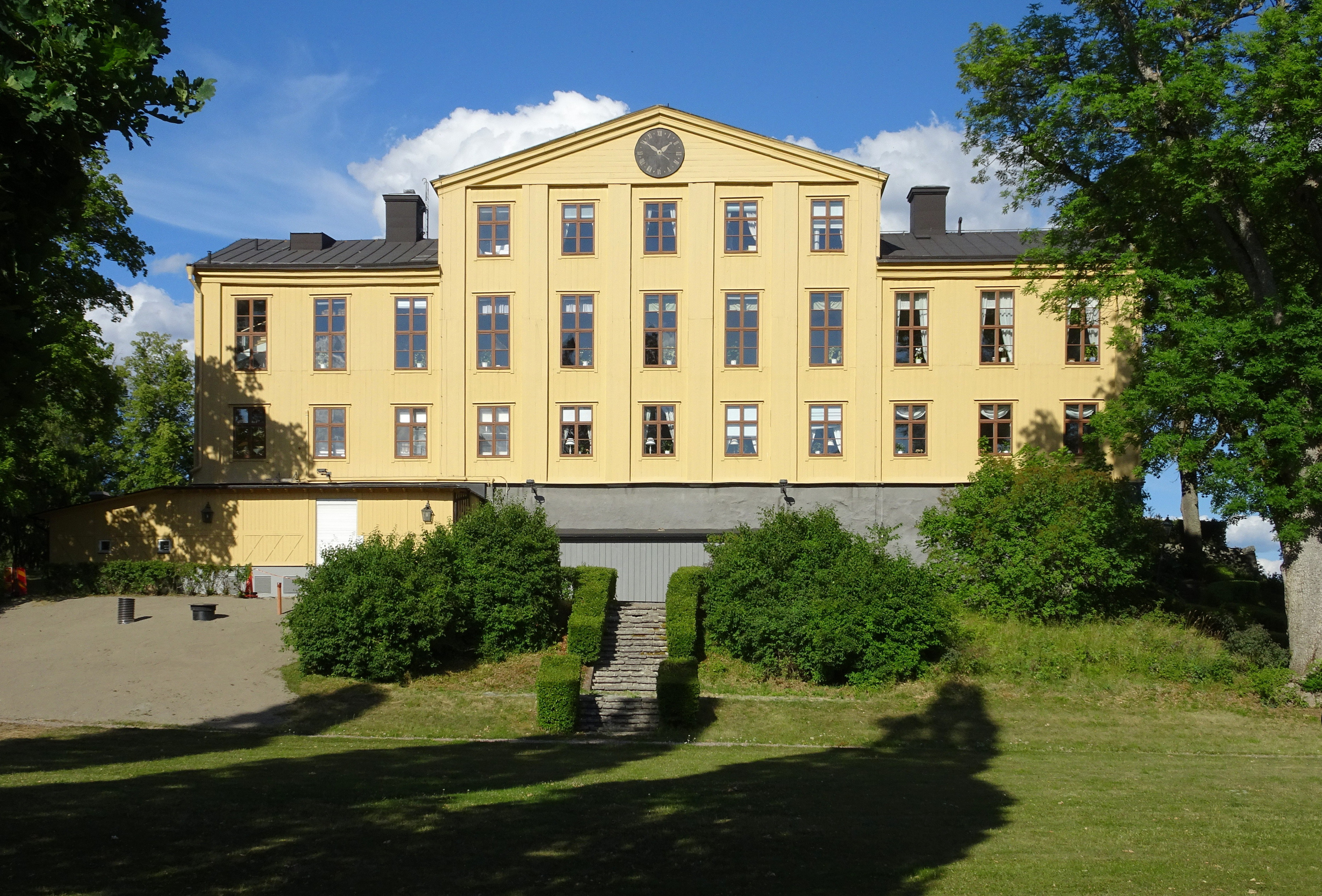
Krusenbergs herrgård.
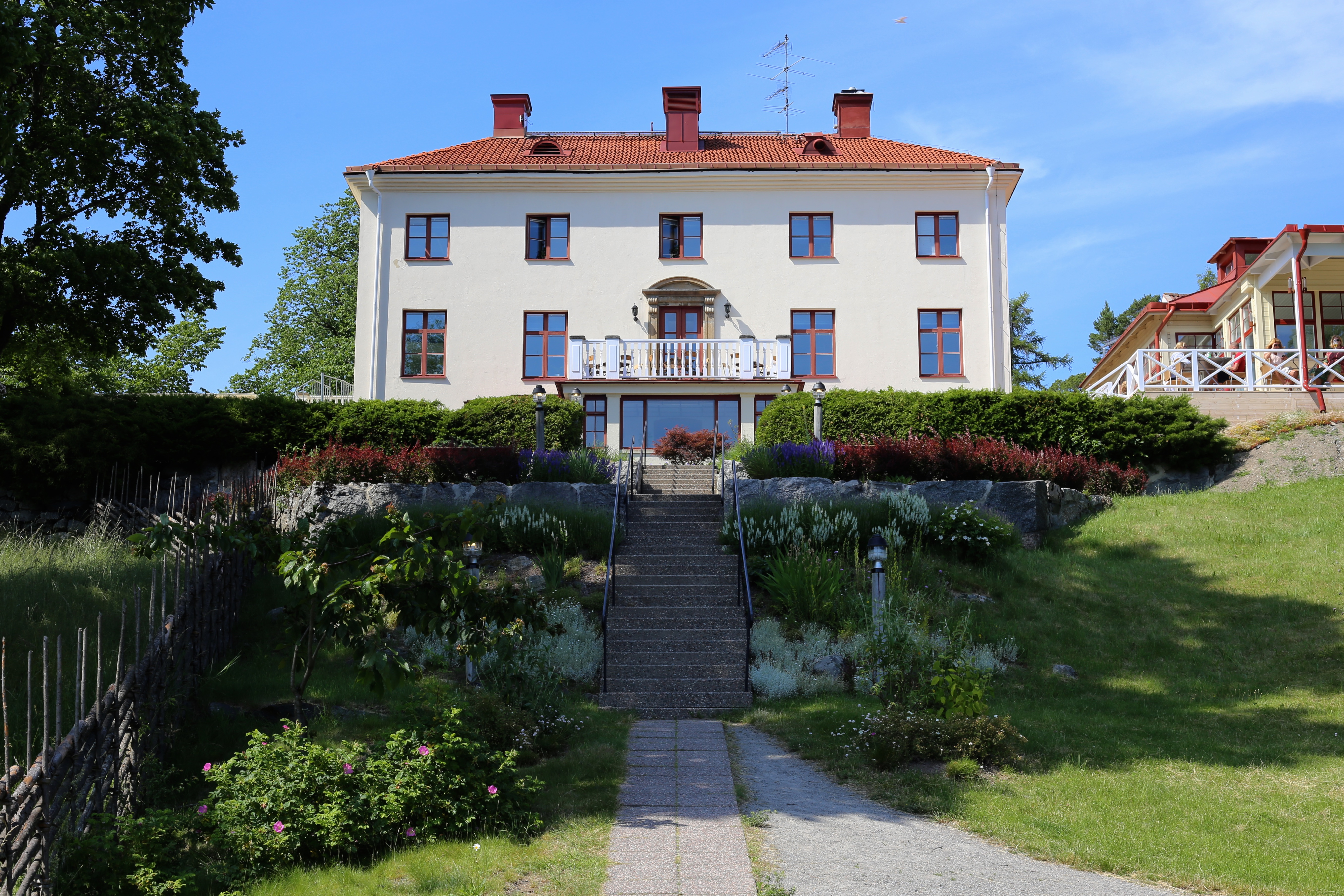
Smådalarö gård.
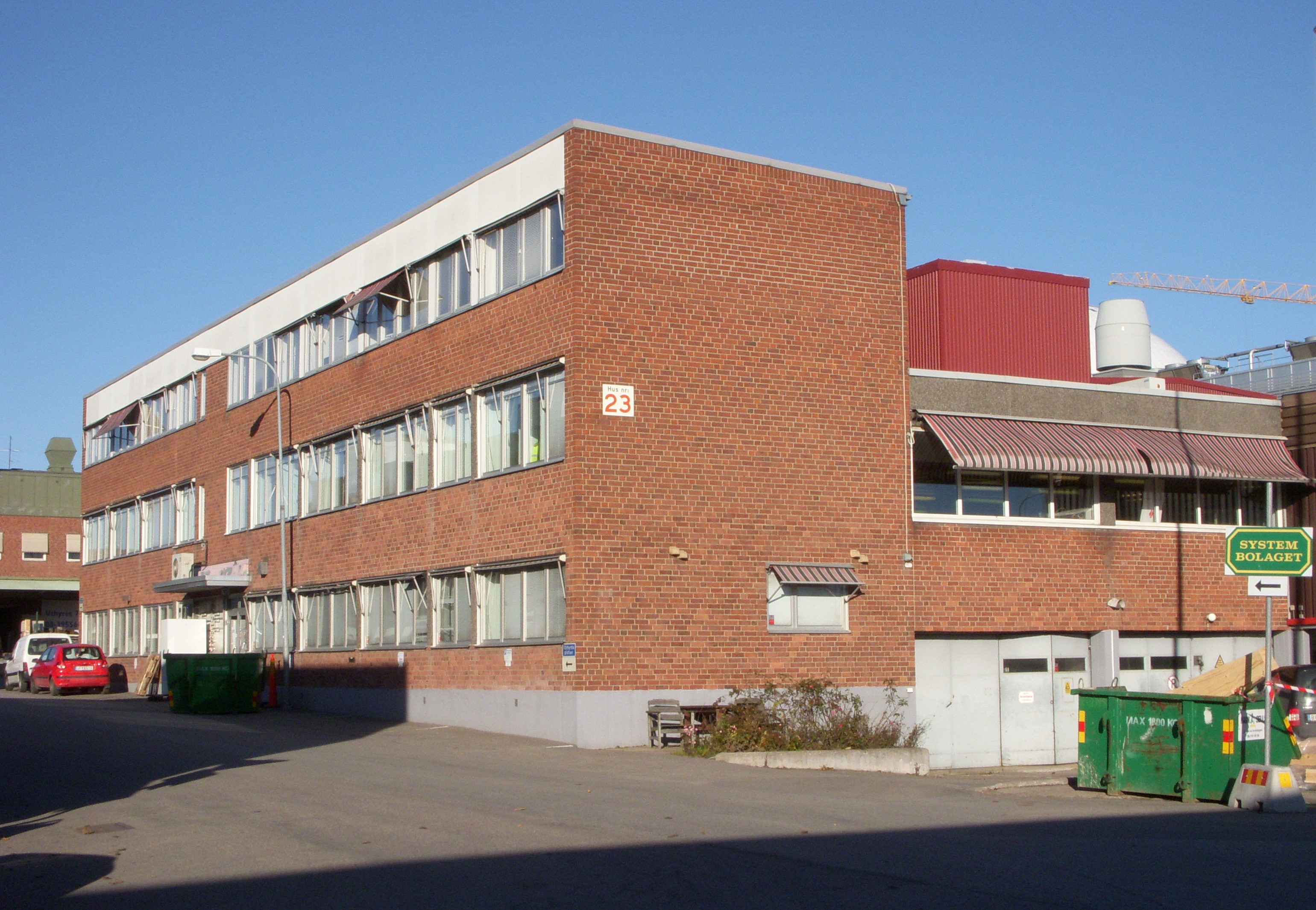
Sabis tidigare livsmedelsfabrik på Slakthusområdet.